# Und morgen wird ein Ding gedreht
Und morgen wird ein Ding gedreht (Originaltitel: Harry and Walter Go to New York) ist eine US-amerikanische Gauner-Komödie aus dem Jahr 1976 im Stil eines sogenannten Heist- oder Caper-Movies.

## Handlung
New York in den 1890er Jahren: Die beiden erfolglosen Vaudeville-Künstler Harry und Walter werden verhaftet, nachdem sie während einer Vorstellung Gäste bestohlen haben. Sie kommen ins Gefängnis und werden dort Zellengenossen des kultivierten Bankräubers Adam Worth. Dieser genießt dank geschickter Bestechung der Wärter etwas luxuriösere Haftbedingungen in Form einer größeren Zelle, Dienerschaft und anderer Annehmlichkeiten. Worth plant generalstabsmäßig die „Lowell Bank and Trust“ zu berauben – einerseits um sich an Bankdirektor Crisp, der ihn einsperren ließ, zu rächen sowie andererseits seine Reputation an dem als einbruchssicher geltenden Sicherheitssystem zu beweisen.
Als die forsche Zeitungsreporterin Lissa Chestnut Worth in dessen Zelle zwecks eines Interviews besucht, wittern Harry und Walter ihre Chance: sie fotografieren heimlich mit deren Kamera Worths Bankpläne, setzen diese wie zufällig in Brand und stiften Chaos. Der erzürnte Worth lässt beide in eine Strafarbeitskolonne versetzen, wo diese u. a. mit Nitroglycerin arbeiten und sich kurz darauf damit den Weg aus dem Gefängnis freisprengen können. Worth selbst wird wenig später auf Bewährung entlassen, spürt die beiden Flüchtenden auf und holt sich gewaltsam (er sperrt Walter in einen luftdichten Safe und erpresst Harry) Kopien seiner Pläne von ihnen zurück. Harry und Walter verbünden sich daraufhin mit Lissa sowie deren bunter Truppe von Weltverbesserern. Ihr Ziel: die „Lowell Bank and Trust“ vor Worth und seiner Bande auszurauben … ohne zunächst wirklich zu wissen, wie sie dies anstellen können. So belauschen sie zwar Worth über dessen Einbruchswerkzeug (u. a. eine Luftpumpe), können damit aber nicht viel anfangen.
Die Bank grenzt direkt an ein Theater, in welchem gerade ein Musical aufgeführt wird. Worth, der mit der Hauptdarstellerin Gloria anbandelt, nutzt dies augenscheinlich als Tarnung für seinen anschließenden Raubzug, bei welchem er einen Tunnel zur Bank graben lässt. Die Truppe um Harry und Walter plant daher, während der Aufführung Worth zuvorzukommen und über dessen Tunnel einzusteigen, bevor Worth mit seiner Bande nach der Vorstellung dies tun kann. Das gelingt anfänglich, allerdings erweist sich der Banksafe als resistent gegen das genutzte Dynamit. Gleichzeitig nähert sich das Musical dem Finale, worauf Harry und Walter kostümiert eingreifen und mit Improvisationsspiel sowie ihren alten Varieté-Nummern den Schluss hinauszögern, sodass Lissa und ihren Kameraden mehr Zeit bleibt. Diesen kommt dabei die rettende Idee, wofür Worth die Pumpe nutzen wollte: um den verflüssigten Sprengstoff in den Safe zu saugen und ihn so von innen aufzusprengen. Das gelingt und Lissas Truppe kann mit der Beute flüchten, bevor das Musikstück zu Ende ist. Worth, der seinen Raubzug beginnen will, wird von der Polizei gestellt – die ihn aber laufen lassen muss, da er die soeben beraubte Bank gerade betritt, statt aus ihr zu kommen.
Wenig später nutzt die Gruppe ihren neugewonnenen Reichtum, wobei Lissa ihren Anteil für Speisungen an die Armen ausgibt. Sie wollen ein nobles Restaurant betreten, wobei ihnen zunächst der Zutritt verwehrt wird. Allerdings stimmt der ebenfalls anwesende Worth gläserklingend einen Toast an, dem die anderen Gäste gleichfalls folgen – ein Zeichen, dass er den Coup der Gruppe anerkennt, worauf sie eingelassen werden. Während Harry, Walter und der Rest den neugewonnenen Ruhm genießen, umgarnt Worth Lissa, um sie augenscheinlich auf seine Seite zu ziehen. Harry und Walter müssen daraufhin einsehen, dass Worth in dem Fall gewonnen hat, da er „das Mädchen“ bekommen hat und nicht einer von ihnen. Die beiden lassen sich jedoch nicht entmutigen und stimmen im Lokal ihre alte Gesangs-Nummer an, für welche sie großen Beifall ernten.

## Produktion
Die Idee zum Film wurde von Don Devlin und Harry Gittes entwickelt, welche das ausgehende 19. Jahrhundert als interessantes Setting für den Geschichte betrachteten. Nachdem John Byrum ein Drehbuch gefertigt hatte sowie Tony Bill und Mark Rydall hinzustießen, erhoffte das produzierende Studio „Columbia Pictures“ einen ähnlichen Erfolg wie der drei Jahre zuvor entstandene Der Clou zu erschaffen.
Für die Dreharbeiten verwendete man alte Kulissen der 1969 entstandenen Musical-Verfilmung Hello, Dolly!, die sich noch auf dem Gelände der 20th Century Fox befanden.
Mit damals beachtlichen Produktionskosten von letztlich knapp sieben Millionen Dollar überstieg der Film das vorgesehene Budget um einiges, was Columbia Pictures in eine Krise stürzte. Alle weiteren Produktionen des Studios konnten allerdings dank eines Medienfonds mitfinanziert werden, so dass das Studio bestehen blieb.
Allerdings hielten die schlechten Vorzeichen an: nachdem erst Vorführungen schlechtes Feedback erzeugten, kürzte man massiv an einzelnen Szenen, so dass laut Regisseur Rydell dabei die meisten Gags der Schere zum Opfer fielen.
Letztlich spielte der Film in die Kinos seine Produktionskosten nicht ein und wurde zu einem Flop. Ein schon während der Produktion angedachtes Sequel wurde aus diesen Gründen nicht verwirklicht.
Auch einzelne Darsteller hatten an den Film keine guten Erinnerungen. Lesley Ann Warren beispielsweise sagte später, dass sie nach dem Film auf Jahre keine Rollenangebote bekommen habe. James Caan wollte nicht in dem Film mitspielen wie auch in Die Killer-Elite aus dem Vorjahr, wurde aber in beiden Fällen überredet, da ihm die Streifen als „kommerziell erfolgreich“ angepriesen wurden. Später sprach er abfällig über den Film “The director sacrificed jokes to tell a story no one cared about” (deutsch: „Der Regisseur opferte Gags für eine Geschichte, die niemanden interessierte.“) und entließ als Konsequenz sein Management.

## Kritiken
„Gut gespielte Gaunerkomödie, die routinierte Unterhaltung ohne allzu großen Schwung bietet. Der sozialkritische Anspruch verliert sich hinter einigen ironischen Anspielungen.“

„Zwei untalentierte Gelegenheitsdiebe machen dem berühmt-berüchtigten Starganoven seinen großen Coup streitig […] Regisseur Mark Rydell, der 1981 für das Drama Am goldenen See den Oscar bekam, verschenkt für diese wenig witzige Komödie die ausbaufähige Story und das Potential seiner Stars.“

Roger Ebert von der Chicago Sun-Times vergab zweieinhalb von vier Sternen und meinte seinerzeit sinngemäß:

“…the movie never quite fulfills its promise. It has inspired moments, it's well photographed, Miss Keaton has some wonderfully fiery dialog as the radical editor, but somehow the direction and tone are just a little too muted. Maybe events should have been played more broadly…”

„nie ganz erfülle, was verspreche – trotz inspirierender Momente, guter Kameraführung und einer gut aufspielenden Diane Keaton“

## Trivia
- Den Figur des Adam Worth gab es wirklich: er war deutscher Abstammung und als Krimineller in den USA und im Vereinigten Königreich aktiv. Die im Film erzählten Geschehnisse sind jedoch fiktiv.
- Der für die Filmmusik verantwortliche Komponist David Shire taucht im Film als Klavierspieler auf.
- Elliot Goulds Figur „Walter Hill“ trägt denselben Namen wie der bekannte Regisseur.
- Dean Devlin, Sohn des Produzenten Don Devlin und heute selbst ein bekannter Filmproduzent, hat im Film eine kleine Rolle als Page.
- Ursprünglichen Planungen zufolge war Jack Nicholson für eine der Hauptrollen vorgesehen.
- James Caan, Elliot Gould und Michael Caine standen im Folgejahr für Die Brücke von Arnheim wieder gemeinsam vor der Kamera.
- Die Idee, Harry und Walter nach dem Vorbild zweier Vaudeville-Künstler zu erschaffen, kam den Produzenten, nachdem sie im Fernsehen eine Reportage über Scott Joplin gesehen hatten.

## Synchronisation
| Rolle           | Darsteller        | Synchronsprecher  |
| --------------- | ----------------- | ----------------- |
| Harry Dighby    | James Caan        | Klaus Kindler     |
| Walter Hill     | Elliott Gould     | Joachim Kemmer    |
| Adam Worth      | Michael Caine     | Manfred Schott    |
| Lissa Chestnut  | Diane Keaton      | Heidi Treutler    |
| Rufus T. Crisp  | Charles Durning   | Günter Strack     |
| Gloria Fontaine | Lesley Ann Warren | Kathrin Ackermann |
| Mischa          | Jack Gilford      | Peter Capell      |
| Durgom          | Burt Young        | Erich Ebert       |